# Al-Ahly Kair
Al Ahly Sporting Club (arab. ‏النَّادِي الأَهْلِي لِلْرِّيَاضَةِ البَدَنِيَة‎) – egipski klub piłkarski założony w kwietniu 1907 roku w Kairze. W 2000 roku przez CAF ogłoszony zdobywcą nagrody na najlepszą drużynę XX wieku na kontynencie afrykańskim.
Według stanu na rok 2023 klub zdobył 146 oficjalnych trofeów (118 krajowych i 28 międzynarodowych) i jest najbardziej utytułowanym zespołem na świecie. Pod względem tytułów międzynarodowych Al Ahly wyprzedził dotychczas najlepsze pod tym względem argentyński Boca Juniors i włoski A.C. Milan po zdobyciu Superpucharu Afryki 20 lutego 2014 roku.
Al Ahly jest najbardziej utytułowanym klubem w egipskiej oraz afrykańskiej historii piłki nożnej. Ustanowił rekordową liczbę zwycięstw Ligi Mistrzów (10 razy), nieistniejącym już Afrykańskim Pucharze Zdobywców Pucharów (4 razy) oraz w Superpucharze Afryki (8 razy). W rozgrywkach egipskich 42-krotnie zwyciężał w lidze, 38 razy w pucharze oraz 13 razy w Superpucharze.

## Historia
Klub został założony przez Omara Lotfy'ego w 1907 roku. Swój pierwszy sukces osiągnął w 1924 roku, wygrywając Puchar Egiptu. Swoje pierwsze mistrzostwo klub zdobył w 1949 roku jako pierwszy mistrz w historii rozgrywek ligowych. Obok Zamaleku jest jedynym klubem, który nie spadł z ligi od chwili jej założenia. 1 lutego 2012 roku po piłkarskim meczu Al-Masry i Al-Ahly, w Port Said doszło do zamieszek, w których zginęły 74 osoby.

## Sukcesy

### Krajowe
- Mistrzostwo Egiptu (45): 1949, 1950, 1951, 1953, 1954, 1956, 1957, 1958, 1959, 1961, 1962, 1975, 1976, 1977, 1979, 1980, 1981, 1982, 1985, 1986, 1987, 1989, 1994, 1995, 1996, 1997, 1998, 1999, 2000, 2005, 2006, 2007, 2008, 2009, 2010, 2011, 2014, 2016, 2017, 2018, 2019, 2020, 2023, 2024, 2025

- Puchar Egiptu (38): 1924, 1925, 1927, 1928, 1930, 1931, 1937, 1940, 1942, 1943, 1945, 1946, 1947, 1949, 1950, 1951, 1953, 1956, 1958, 1961, 1966, 1978, 1981, 1983, 1984, 1985, 1989, 1991, 1992, 1993, 1996, 2001, 2003, 2006, 2007, 2017, 2020, 2021

- Superpuchar Egiptu (13): 2003, 2005, 2006, 2007, 2008, 2010, 2011, 2014, 2015, 2017, 2018, 2020, 2021

- Puchar Sułtana Husseina (7): 1923, 1925, 1926, 1927, 1929, 1931, 1938
- Liga Kairu (16): 1925, 1927, 1928, 1929, 1931, 1935, 1936, 1937, 1938, 1939, 1942, 1943, 1946, 1948, 1950, 1958

### Międzynarodowe
- Afrykańska Liga Mistrzów (12): 1982, 1987, 2001, 2005, 2006, 2008, 2012, 2013, 2020, 2021, 2023, 2024

- Afrykański Puchar Zdobywców Pucharów (4): 1984, 1985, 1986, 1993
- Afrykański Puchar Konfederacji (1): 2014

- Superpuchar Afryki (8): 2002, 2006, 2007, 2009, 2013, 2014, 2020, 2021
- Klubowe Mistrzostwa Afro-Azjatyckie (1): 1988
- Arabska Liga Mistrzów (1): 1996
- Arabski Puchar Zdobywców Pucharów (1): 1994
- Arabski Superpuchar (2): 1997, 1998